# Rhopalophora baracoana
Rhopalophora baracoana es una especie de escarabajo longicornio del género Rhopalophora, categorizada en la tribu Rhopalophorini, de la subfamilia Cerambycinae. Fue descrita por Zayas en 1975 y publicada en Revisión de la familia Cerambycidae (Coleoptera, Phytophagoidea). Academia de Ciencias de Cuba, Instituto de Zoología, La Habana: 1–433, 140 figs (38 pls).
Mide 10,4-11 mm de longitud. Se distribuye por Cuba.